# Sye
Sye (/ˈsaɪ/) é um filme de ação esportiva indiano de 2004, dirigido por S. S. Rajamouli a partir de uma história de V. Vijayendra Prasad. A história tem como pano de fundo o rugby union. Nithin e Genelia D'Souza estrelam, enquanto Shashank e Pradeep Rawat desempenham outros papéis cruciais. No filme, dois grupos rivais em uma faculdade - Ciência liderada por Prudhvi e Artes liderada por Shashank - lutam pela superioridade através do jogo de rugby, até que um gangster local Bhikshu Yadav assume a faculdade.
Este foi o terceiro filme de Rajamouli depois dos sucessos de Student No.1 e Simhadri. Tem música composta por M. M. Keeravani com fotografia e edição de K. K. Senthil Kumar e Kotagiri Venkateswara Rao respectivamente. O filme ganhou 11 milhões de dólares de participação dos distribuidores (US$ 2,4 milhões) contra um orçamento de produção de 10,2 milhões de dólares (US$ 2,2 milhões) e foi um sucesso comercial. O filme ganhou quatro prêmios Nandi. Foi vagamente refeito em bengali como Jor Jar Muluk Tar (2010). 

## Enredo
Prudhvi (Nithiin) e Shashank (Shashank) são os líderes de dois grupos de estudantes em guerra em uma faculdade de Hyderabad. Eles gostam de jogar rugby e resolvem os problemas entre eles jogando rugby para provar sua superioridade.
Um dia, um líder da máfia local, Bhikshu Yadav (Pradeep Rawat), recebe uma notificação judicial informando que comprou o terreno da faculdade de seus herdeiros legais. Os grupos de Prudhvi e Sashank se unem e esquecem suas diferenças mútuas para reconquistar o colégio. Os estudantes atacam a carreira política de Bhikshu postando cartazes falsos dele nas ruas. Eles vão às suas lojas de bebidas e se fingem de mortos para fazer parecer que as lojas vendiam bebidas venenosas falsas que mataram os estudantes. Depois de ser afetado pelos ataques estudantis, Bhikshu Yadav lança o desafio de derrotar seu time em um jogo de rugby para reconquistar o terreno para sua faculdade. O resto da história é como Prudhvi conduz seu time à vitória.

## Elenco
- Nithiin como Prudhvi
- Genelia D'Souza como Indu
- Shashank como Shashank
- Pradeep Rawat como Bhikshu Yadav
- Nassar como Qadar (proprietário da propriedade da faculdade)
- Ajay como capanga de Bhikshu Yadav
- Rajiv Kanakala como treinador de rugby Rafi, filho de Qader
- Tanikella Bharani como pai de Prudhvi e diretor da faculdade
- Venu Madhav como Nalla Balu
- Swathi Katrapati como Venni, amiga de Indu e namorada de Shani
- Supreeth como capangas de Bhikshu Yadav
- Madhunandan como estudante universitário
- Sameer como ACP Aravind
- Sivannarayana Naripeddi
- Narsing Yadav
- SS Kanchi como pai de Indu
- Surya como Ping Pong[4]
- Alapati Lakshmi
- Preeti Nigam como mãe de Prudhvi
- Chatrapathi Sekhar como capanga de Bhikshu Yadav
- Shravan como colega de classe de Shashank
- Natraj Master como sobressalente

## Bilheteria
O filme teve uma exibição bem-sucedida de 365 dias em um centro. Ele arrecadou $$ 11 milhões de participação nas bilheterias. Sye foi o filme mais caro da carreira de Rajamouli até 2004, pois foi feito com um orçamento de aproximadamente ₹ 10 milhões.